# Борх, Сандра
Сандра Борх (норв. Sandra Borch; род. 23 апреля 1988, Лаванген, Тромс) — норвежский юрист, политический и государственный деятель. Член Партии Центра. Министр исследований и высшего образования Норвегии (2023—2024), министр сельского хозяйства и продовольствия Норвегии (2021—2023). Депутат стортинга (парламента Норвегии) с 2017 года.

## Биография
Родилась 23 апреля 1988 года в Лавангене в фюльке Тромс.
В 2007 году окончила школу в коммуне Саланген. Окончила юридический факультет Университета Тромсё, получила степень магистра права.
В 2006 году — член правления Молодежного совета коммуны Лаванген. В 2006—2008 годах — член правления спортивного клуба «Лаванген». В 2015 году — член правления Норвежской ассоциации местных и региональных властей (KS). В 2016 году — член правления компании Alfheim Arena AS (стадиона «Алфхейм» в Тромсё).
Участвовала в 15-м сезоне норвежской версии шоу «Танцы со звёздами», который транслировался на TV 2 осенью 2019 года.

## Политическая карьера
В 2007 году — лидер отделения молодёжного крыла Рабочей партии в Лавангене, в 2007—2009 годах — в фюльке Тромс. В 2009 году возглавила отделение партии в Лавангене. В 2009—2010 — руководитель по международным делам молодёжного крыла партии, в 2010—2011 годах — заместитель лидера по организационным вопросам. В 2010—2012 годам — вице-президент NCF (скандинавской центристской молодёжной организации). В 2011—2013 годах — лидер молодёжного крыла партии. В 2015 году — лидер партийной группы в совете фюльке Тромс.
В 2007—2011 годах — депутат муниципального совета Лавангена. В 2011—2015 годах — депутат совета фюльке Тромс, в 2013—2015 годах — председатель комитета промышленности, культуры и здоровья фюльке Тромс. В 2015 году — депутат муниципального совета и член городского комитета по развитию Тромсё, заместитель председателя планово-финансового комитета фюльке Тромс.
По результатам парламентских выборов 2017 года избрана депутатом стортинга в округе Тромс. Была членом комитета по энергетике и окружающей среде. Переизбрана на выборах 2021 года. Во время работы в правительстве Сандру Борх в стортинге замещал Ивар Престбакмо.
14 октября 2021 года Сандра Борх получила портфель министра сельского хозяйства и продовольствия Норвегии в правительстве Стёре.
При перестановках в правительстве 4 августа 2023 года назначена министром исследований и высшего образования. Ушла в отставку 23 января 2024 года.
Является членом парламентского Комитета юстиции.